# Ухлиска
Ухлиска (слч. Uhliská) насељено је мјесто са административним статусом сеоске општине (слч. obec) у округу Љевице, у Њитранском крају, Словачка Република.

## Становништво
| Година:    | 1994. | 2004.   | 2014.    | 2024.   |
| ---------- | ----- | ------- | -------- | ------- |
| Број људи: | 247   | 223     | 182      | 186     |
| Разлика:   |       | -9,71 % | -18,38 % | +2,19 % |

| Година:    | 2023. | 2024.   |
| ---------- | ----- | ------- |
| Број људи: | 197   | 186     |
| Разлика:   |       | -5,58 % |

Према подацима о броју становника из 2011. године насеље је имало 193 становника.